# Somotillo
Somotillo – miasto w Nikaragui; 16 400 mieszkańców (2006). Przemysł spożywczy, włókienniczy.